# Valentin Dolfi
Valentin Dolfi (n. 3 august 1961, Râmnicu Vâlcea) este un poet român. Membru al Uniunii Scriitorilor din România - Filiala Sibiu, din anul 2018, iar din anul 2023 al Filialei București-Poezie. 

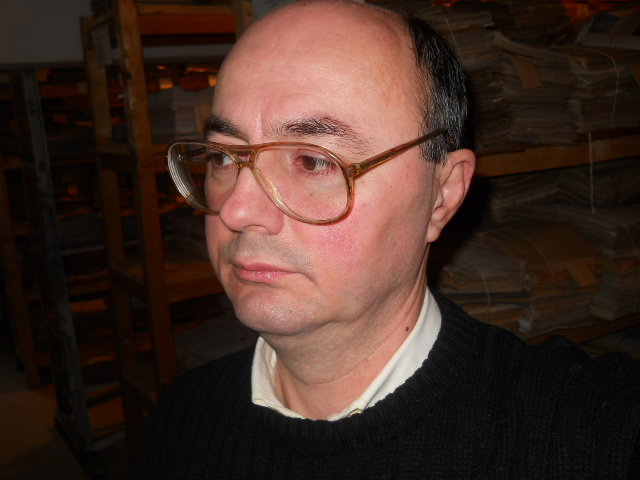
Valentin Dolfi

## Biografie
Fiul lui Valentin Dolfi și a Mariei (n. Cioc), funcționari, poetul a absolvit Liceul din Râmnicu Vâlcea în 1981 și a urmat cursuri de biblioteconomie (1993-1994). 
A debutat cu poezie în septembrie 1989 în Flacăra, la Atelierul literar condus de scriitorul Darie Novăceanu. A mai publicat poezie în revistele: Contrapunct, Echinox, Contemporanul – ideea europeană, Luceafărul (serie nouă), Viața Românească, România literară, Vatra, Ramuri.

## Opera

### Volume de versuri
- Tandem (împreună cu Adrian Cristinescu), Editura Litera, București, 1991
- Buncărul de hârtie, Editura Cartea Românească, București, 1999 (premiul de debut al Editurii "Cartea Românească”, premiul de debut al revistei „Tomis”, Constanța)
- Lumea de ipsos, Editura Ex Ponto, Constanța, 2005
- Viața de mucava, Editgraph, Buzău, 2017
- Fotografii de familie (antologie),  cu participarea traducătoarei Gabrielle Danoux, Franța, 2017

### Lucrări publicate
- Repertoriul descoperirilor monetare de pe teritoriul județului Vâlcea, editată de Societatea Numismatică Română,  București, 2016, 157 p. și 23 planșe. Lucrarea este prefațată de Dr. Emanuel Petac, șeful Cabinetului Numismatic al Academiei Române, Președintele Societății Numismatice Române și de Lector univ.dr. Silviu I. Purece - Facultatea de Istorie și Patrimoniu a Universității "Lucian Blaga" Sibiu.
- Un pictor uitat. Stan Hermeneanu (1892-1980). Lucrări regăsite în colecții de Stat și particulare, Editgraph, Buzău, 2017

### Articole publicate
- O excursie arheologică și numismatică a lui Cezar Boliac din anul 1869, în „Buridava”, XII.2, Editura Offsetcolor, Râmnicu Vâlcea, 2015, p. 132-136.
- O monedă a Republicii Siena, în „Studii vâlcene”, IX (XVI), 2015, Editura Rotipo, Iași, 2016, p. 9-12.
- prezent în antologia 10 poeți vâlceni – 100 de poeme : proiect editorial dedicat Centenarului Marii Uniri, Arena Artelor, Slatina, 2018[4].

## Citate
Ceața curge în valuri
O mare de singurătate izbindu-se de ziduri
leagănă scaunul balansoar în care stai
o cană de sticlă resturi uscate
de pâine pe masa joasă de brad
fotografia tatălui tău deasupra căminului
îți amintești de copilărie cobori scările
rătăcești în oraș printre case și oameni
fumând până îți arzi degetele
pe străzi ceața curge în valuri albă ca laptele
(în Buncărul de hârtie)
Am dat șase mii și mi-am cumpărat
un loc de veci în partea nouă a cimitirului
unde e mai mult soare și-unde vreau să
mă odihnesc liniștită l-am plătit în rate
și preotul a fost de acord și-n fiecare zi
plivesc buruienile și sap locul ca pe un răzor
tot așteptându-mi moartea să-ncolțească
(în Antologia orășelului Băile Govora)

## Aprecieri critice
- Traian T.Coșovei a subliniat[5] ritualul care se desfășoară pe parcursul „periplului citadin" al personajelor lui Valentin Dolfi insistând pe latura ficțională în cele din urmă a acestor stări de spirit revendicate ca fiind autobiografice:

Spun dispoziție, pentru că Valentin Dolfi scrie și se auto-descrie cu o voluptate rar întâlnită … scrie cu plăcere: de aici cursivitatea impecabilă a discursului său liric, discurs ce alternează toate nuanțele, toate sunetele generației sale. Dar glasul poetic al lui Valentin Dolfi rămâne inconfundabil, registrul expresivității poetice se păstrează ca o amprentă stilistică inconfundabilă. Încă de la volumul de debut, am remarcat individualitate, personalitatea acestei poezii: autobiografia, fina observație a lumii fizice, ironia, autoironia, sentimentele codificate în hieroglifa metaforei dădeau de pe atunci ecoul unei prezențe poetice remarcabile. […] Valentin Dolfi scrie poeme despre singurătate: adică despre sine. Cartea lui este jurnalul de bord al unui navigator solitar. […] Sintaxa aceasta concasată, invocând incoerența trucată a firmelor de neon, face dovada unui alt poet Valentin Dolfi, care, rupându-se de trecutul debutului său, rămâne același poet autentic, îngrijorător de profund, elegiac și cerebral, reflexiv … și Poet!
- Ioan Es. Pop, insistă pe latura poetică a întâmplărilor vieții de zi cu zi:

Generația ’90 are de recuperat un poet pe care nu și-l asumă pentru simplul fapt că nu-l cunoaște. Valentin Dolfi trăiește în singurătatea aproape sihastră a unui orășel de provincie în care doar poezia mai este capabilă să transforme micile întâmplări cotidiene (cele mari nu există) în evenimente semnificative, cruciale chiar. În această logică, învinsul Dolfi este, de fapt, singurul câștigător de acolo.

## Traduceri în limbi străine
- STREIFLICHT - Eine Anthologie rumänischer Gegenwartslyrik,81 zeitgenössische Autoren aus Rumänien,(Lumină laterală - O antologie de poezie românească contemporană, 81 de poeți români) Dionysos Verlag, Kastellaun, Germania, 1994
- Ma poésie comme biographie (Fotografii de familie), Gabrielle Danoux, Franța, 2017
- Photos de famille, Fotografii de familie, ediție bilingvă, Gabrielle Danoux, Franța, 2017

## Premii literare
- Premiul de debut al Editurii Cartea Românească (1999)
- Premiul de debut al revistei Tomis, Constanța (1999)
- Premiul de excelență în domeniul literaturii acordat de „Forumul Cultural al Râmnicului”, pentru volumul de poeme Lumea de ipsos (2005)